# 巴丹吉林镇
巴丹吉林镇（蒙古语：-{ᠪᠠᠳᠠᠢ ᠶᠢᠨ
ᠵᠢᠷᠠᠨ

ᠪᠠᠯᠭᠠᠰᠤ}-，西里尔字母：）是中华人民共和国内蒙古自治区阿拉善盟阿拉善右旗下辖的一个镇。
2011年5月24日，内蒙古自治区人民政府批复同意将额肯呼都格镇更名为巴丹吉林镇。

## 行政区划
巴丹吉林镇下辖以下村级行政区划单位：
阳光社区、长山社区、泰隆社区、团结社区、满达社区、额肯呼都格嘎查、巴音博日格嘎查和阿日毛道嘎查。